# Кислородный баллон

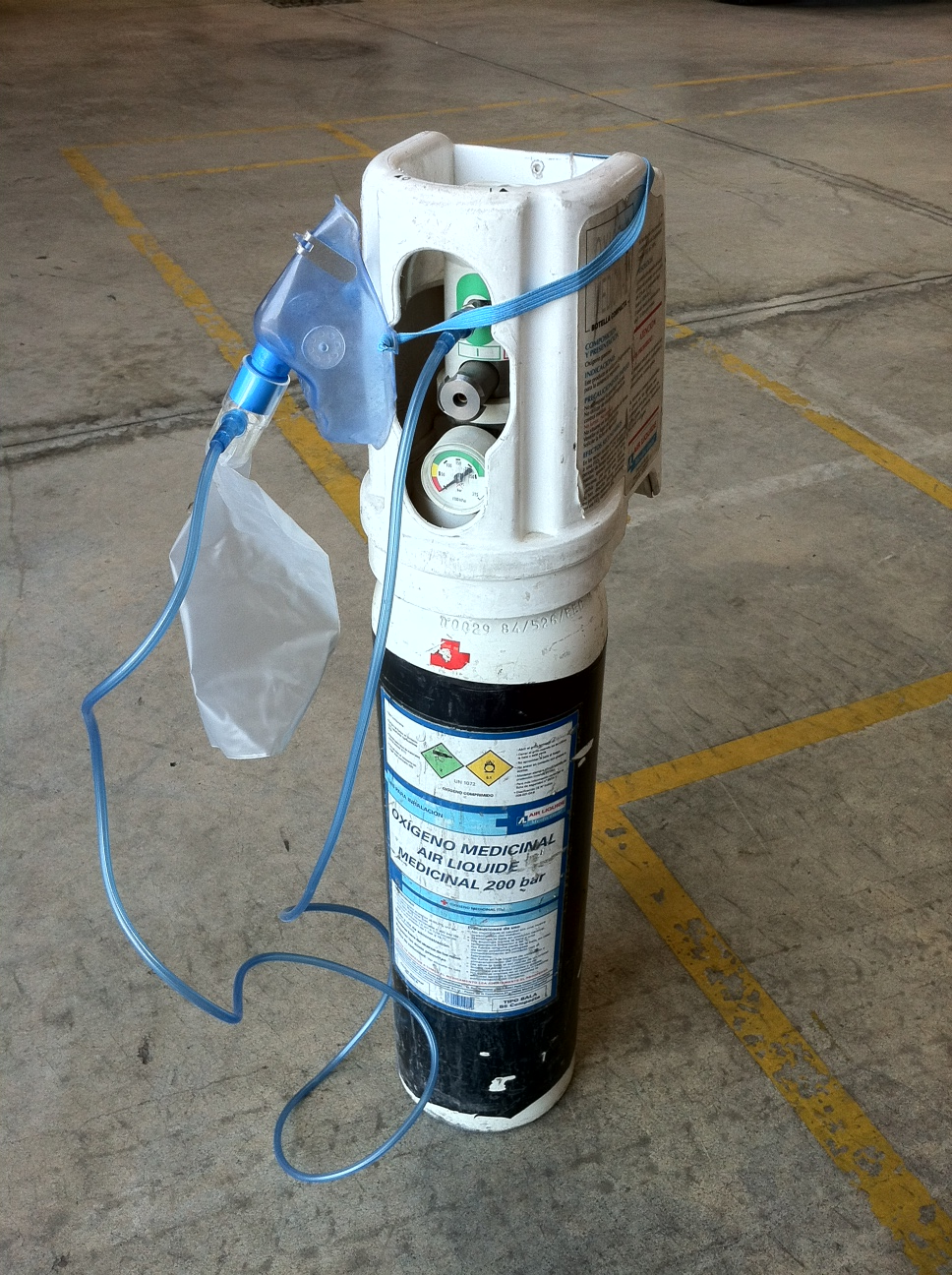
Переносной медицинский кислородный баллон

Кислородный баллон — это резервуар для хранения кислорода, который либо удерживается под давлением в газовых баллонах, либо находится в виде жидкого кислорода в криогенном резервуаре для хранения.

## Использование

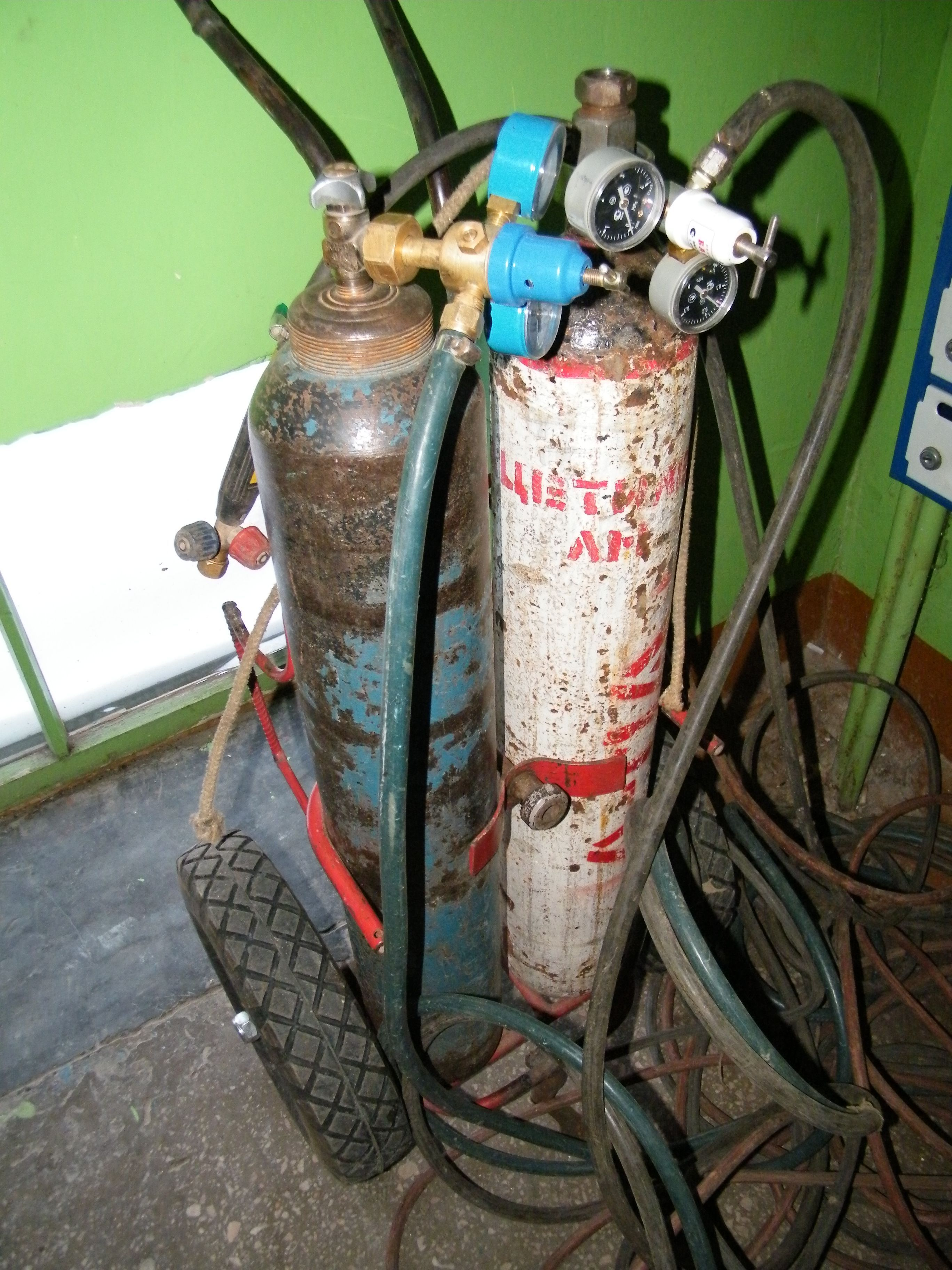
Оборудование для газовой сварки и резки:
слева голубой кислородный газовый баллон с кислородным редуктором,
справа — белый ацетиленовый газовый баллон с ацетиленовым редуктором

Кислородные баллоны используются для хранения газа для применения в следующих ситуациях и сферах:
- лечебное терапевтическое дыхание в медицинских учреждениях и на дому[1]
- в авиации — для дыхания на высоте, либо в условиях декомпрессии, либо постоянно (как в негерметичных самолетах)
- кислородные аптечки первой помощи
- кислородная терапия
- смешивание газов для создания дыхательных смесей для дайвинга, таких как нитрокс, тримикс и гелиокс[2]
- акваланги с открытым циклом — в основном используются для ускоренной декомпрессии в техническом дайвинге
- некоторые типы изолирующих дыхательных аппаратов: кислородные и полностью замкнутые
- использование в альпинизме
- промышленные процессы, включая производство стали и монеля
- кислородно-ацетиленовое сварочное оборудование, стеклорезные горелки и газовые резаки
- использование в качестве жидкого ракетного топлива для ракетных двигателей
- используется спортсменами, особенно игроками в американский футбол, чтобы ускорить восстановление после физических нагрузок[3].

Кислород для дыхания поступает из резервуара к пользователю с помощью следующих методов: кислородная маска, носовая канюля, полнолицевая маска для дайвинга, водолазный шлем, регулятор, кислородный ребризёр, встроенная дыхательная система (BIBS), кислородная палатка, гипербарическая кислородная камера.
Вопреки распространенному мнению, аквалангисты очень редко используют кислородные баллоны. Подавляющее большинство дайверов дышат хранящимся в водолазном баллоне воздухом или нитроксом. Малая часть дышит тримиксом, гелиоксом или другими экзотическими газами. Некоторые из них могут содержать чистый кислород для ускоренной декомпрессии или в качестве компонента ребризёра. Некоторые мелководные дайверы, особенно морские, используют кислородные ребризёры или делают это исторически.
Кислород редко удерживается при давлении выше 200 бар из-за риска возгорания, вызванного высокими температурами, вызванными адиабатическим нагревом, когда газ меняет давление при перемещении из одного сосуда в другой. Давление в резервуарах с жидким кислородом медицинского назначения обычно составляют 350 фунтов на квадратный дюйм (24 бар).
Все оборудование, входящее в контакт с кислородом высокого давления, должно быть «кислородно чистым» и «кислородно совместимым», чтобы снизить риск пожара. «Кислородная очистка» означает удаление любого вещества, которое может служить в качестве источника возгорания. «Совместимость с кислородом» означает, что внутренние компоненты не должны легко гореть или легко разрушаться в кислородной среде высокого давления.
В некоторых странах существуют юридические и страховые требования и ограничения на использование, хранение и транспортировку чистого кислорода. Кислородные баллоны обычно хранятся в хорошо проветриваемых помещениях, вдали от потенциальных источников огня и скопления людей.

## В альпинизме
Кислородные баллоны активно используются в высотном альпинизме: дополнительный кислород в значительной степени помогает организму справиться с гипоксией, гипотермией и возможностью развития обморожений. При коммерческих восхождениях на восьмитысячники необходимое количество баллонов в верхние лагеря поднимают шерпы. Среди профессиональных альпинистов особым достижением является подъём на высочайшие горы планеты без дополнительного кислорода.
С начала 1990-х годов на Эвересте и других восьмитысячниках использовались «ленинградские» баллоны фабрики «Поиск», сделанные во времена СССР. В настоящее время чаще используют более лёгкие и надёжные баллоны из углеродного волокна, которые производят несколько западных фирм на заказ. 
Каждый цилиндр весит примерно 7 кг и вмещает 1800 л кислорода.
Стандартный расход во время коммерческих восхождений на Эверест — 4 баллона на человека. При рекомендуемом расходе 3 л/мин теоретически одного баллона хватает на 10 часов восхождения (это время можно растянуть, уменьшив подачу кислорода до 1 л/мин во время отдыха в верхних лагерях). Чтобы подниматься наверх в более комфортном режиме, с подачей кислорода 5–6 л/мин, можно использовать большее количество баллонов — однако доставка наверх каждого дополнительного баллона обходится как минимум в 5000 $. Шерпы, хотя и могут находиться в «мёртвой зоне» без дополнительного кислорода, также используют баллоны, хотя и в меньшем количестве, для того, чтобы не мёрзнуть и не терять свои силы.
Кислород в горах впервые использовала в 1922 году британская экспедиция на Эверест; тогда же на склоне появились первые брошенные пустые кислородные баллоны. С тех пор отработанные кислородные баллоны являются одним из главных источников мусора на Эвересте и других восьмитысячниках: раньше их просто бросали в горах. В 1990-е годы альпинистская этика изменилась: хорошим тоном стало забирать при спуске свои пустые баллоны, стараясь ничего не оставлять после себя на горе. Появились инициативы, когда носильщикам стали доплачивать за спущенный с горы мусор: так, в середине 2010-х годов за каждый кислородный баллон выплачивалось по 6 долларов. Иногда выгода, связанная с перепродажей баллонов, которые вновь наполняют кислородом в Катманду, может ставить под угрозу жизнь альпиниста. Так, Александр Абрамов описывал произошедший с ним случай, когда неопытный шерпа ради получения прибыли утащил вниз заготовленный баллон, столь необходимый ему для спуска.
Работы по модернизированию баллонов для альпинизма практически не ведутся из-за коммерческой нецелесообразности (крайне малый рынок сбыта).